# 白木万理
白木 万理（しらき まり、1937年2月23日 - ）は、東京都世田谷区出身の女優。本名：山口 澄子。旧芸名は白木 マリ。

## 人物・来歴
恵泉女学園中学校卒業後、松竹音楽舞踊学校を1956年に卒業した。井上梅次監督のスカウトで日活に入社。その井上監督作である『十七歳の抵抗』に「白木 マリ」名義で出演してデビュー。日活所属時代には、同社のドル箱路線であった小林旭や石原裕次郎の主演作品で多く共演した。小林主演の「渡り鳥シリーズ」には全作に出演した。舞踊科出身を生かしたダンサー役や、悪女など、お色気シーンのあるキャラクターを演じることが多かった。大柄な体型で、石原からは「でかマリ」のあだ名で呼ばれた。
1963年に沢本忠雄と結婚。1966年に一度は芸能界を引退した。離婚して女優復帰後、1972年、舛田利雄監督の『影狩り・ほえろ大砲』出演時から芸名を「白木 万理」に変更した。
「必殺シリーズ」において1973年の『必殺仕置人』から2009年の『必殺仕事人2009』まで中村りつ役を演じ、当たり役となった。

## 出演

### 映画
- 涙（1956年）：米子
- 花ふたたび（1956年）：榎本ミキ
- 顔（1957年、松竹）：ファッションモデル（クレジット：松島恭子）
- 十七才の抵抗（1957年）：中山靖子
- 裸女と拳銃（1957年）
- 嵐を呼ぶ男（1957年、日活、石原裕次郎・北原三枝）：メリー･丘
- 夜の牙（1958年、日活、石原裕次郎・月丘夢路）：甲野朱実
- 麻薬3号（1958年）
- 錆びたナイフ（1958年、日活、石原裕次郎・北原三枝）：由利
- 暗黒街の美女（1958年）：三原亜紀子
- 霧の中の男（1958年）：ユリ
- 羽田発7時50分（1958年）
- 血の岸壁（1958年）
- 知と愛の出発（1958年）
- 素晴しき男性（1958年、日活、石原裕次郎・北原三枝）：柳ルミ子
- 野郎と黄金（1958年）
- 酔いどれ幽霊（1958年）
- 銀座の砂漠（1958年）
- 夜の狼（1958年）
- 嵐の中を突っ走れ（1958年、日活、石原裕次郎・北原三枝）：アン子
- 完全な遊戯（1958年、日活、小林旭・芦川いづみ）：モンシェリのママ
- 赤いランプの終列車（1958年）
- 嵐を呼ぶ友情（1959年）：葵マリ子
- 群衆の中の太陽（1959年、日活、小林旭・浅丘ルリ子）：尾崎和子
- 俺は挑戦する（1959年）：蓉子
- 男が爆発する（1959年）：佐久間夏子
- 暗黒の旅券（1959年）
- トップ屋取材帖 迫り来る危機（1959年）
- 山と谷と雲（1959年）：登見子
- 若い豹のむれ（1959年）：村田チエミ
- 爆薬に火をつけろ（1959年）：志賀千賀子
- 東京警部（1959年）
- 浮気の季節（1959年）
- 銀座旋風児シリーズ
  - 銀座旋風児（1959年）：マキ
  - 銀座旋風児 目撃者は彼奴だ（1960年）：錦弥
- 渡り鳥シリーズ
  - ギターを持った渡り鳥（1959年）：マリ
  - 口笛が流れる港町（1960年）：ユキ
  - 赤い夕陽の渡り鳥（1960年）：小平マキ
  - 大草原の渡り鳥（1960年）：セトナ
  - 大海原を行く渡り鳥（1961年）：秋津リエ
  - 波濤を越える渡り鳥（1961年）：ソンタヤ
  - 渡り鳥故郷へ帰る（1962年）：マヤ
  - 北帰行より 渡り鳥北へ帰る（1962年）：あけみ
- 可愛い花（1959年）
- 大学の暴れん坊（1959年）
- 無言の乱斗（1959年）：溝口婦人教官
- 俺は欺されない（1960年）
- 13号待避線より その護送車を狙え（1960年）
- 白銀城の対決（1960年）：マダム由利
- ある脅迫（1960年）
- 素っ飛び小僧（1960年、日活、和田浩治・清水まゆみ）：令子
- 拳銃無頼帖 電光石火の男（1960年、日活、赤木圭一郎・浅丘ルリ子）：ジーナ･中川
- 海を渡る波止場の風（1960年）：みどり
- 喧嘩太郎（1960年）：万弥
- 南海の狼火（1960年）：ジェニイ･ハルミ
- 摩天楼の男（1960年）：吟子 ※清水まゆみとのダブルヒロイン
- 十六歳（1960年）
- 大暴れ風来坊（1960年）：ローズ奈美
- 錆びた鎖（1960年、日活、赤木圭一郎・笹森礼子）
- 太平洋のかつぎ屋（1961年）：三田村くみ
- 紅の拳銃（1961年）：牧野千加子
- 風に逆らう流れ者（1961年）：白井ユミ
- 三つの竜の刺青（1961年）
- 太陽、海を染めるとき（1961年）：谷冴子
- 闘いつづける男（1961年、日活、和田浩治・吉永小百合）：川路美緒
- 高原児（1961年）
- 大森林に向って立つ（1961年）：里美
- 暗黒街の静かな男（1961年）
- 闇に消えた使者（1962年）
- 花と竜（1962年）：君香
- 俺に賭けた奴ら（1962年）
- 地獄の夜は真紅だぜ（1962年）：久美子
- 惜別の歌（1962年）：加代
- 激流に生きる男（1962年）：晴美
- 地獄の祭典（1963年）
- 午前零時の出獄（1963年）
- 波止場の賭博師（1963年）：冴子
- 機動捜査班 警視十三号応答なし（1963年）
- 機動捜査班 静かなる暴力（1963年）
- 姿なき拳銃魔（1964年）
- 海賊船 海の虎（1964年）
- 四つの恋の物語（1965年）：「フイフイ」のマダム
- 夜のバラを消せ（1966年）：草壁多津枝
- 続東京流れ者 海は真っ赤な恋の色（1966年）：ひろみ
- 極悪坊主（1968年）実千代
- 夜の手配師（1968年）
- 緋牡丹博徒 一宿一飯（1968年）
- 代貸（1968年）
- ㊙女子大生 妊娠中絶
- 夜の歌謡シリーズ
  - 盛り場ブルース（1968年）
  - 長崎ブルース（1969年）
- 盛り場仁義 (1970年、日活）
- 野良猫ロック ワイルド・ジャンボ（1970年）：女医
- 影狩り ほえろ大砲（1972年）：おせん（くノ一あぼろ）
- 愛と誠・完結篇（1976年）
- パンツの穴（1984年）
- 大奥十八景（1986年）：お沢
- 徳川の女帝 大奥（1988年）：若狭
- 花園の迷宮（1988年）

- 劇場版必殺シリーズ：中村りつ
  - 必殺! THE HISSATSU（1984年）
  - 必殺! ブラウン館の怪物たち（1985年）
  - 必殺! III 裏か表か（1986年）
  - 必殺4 恨みはらします（1987年）
  - 必殺!5 黄金の血（1991年）
  - 必殺! 主水死す（1996年）

### テレビドラマ
- ピカソの絵 （1964年、NTV）※白木マリ名義
- 秘密指令883 第3話「聖徳太子が二人いた」（1967年、CX）※白木マリ名義
- 平四郎危機一発 第1話「死体は夜飛ぶ」（1967年、TBS）※白木マリ名義
- 三匹の侍 第5シリーズ 第18話「つわものの夢」（1968年、CX）：お圭 ※白木マリ名義
- 風 第32話「今千姫」（1968年、TBS）※白木マリ名義
- 青空に叫ぼう 第35話「白銀に躍ろう」（1968年、NET）※白木マリ名義
- 大奥 第32話 - 第34話（1968年、KTV）：九重 ※白木マリ名義
- マイティジャック 第5話「メスと口紅」（1968年、CX）：草間和子博士
- 日本剣客伝 第8話「高柳又四郎」（1968年、NET）
- 銭形平次（CX/東映）
  - 第188話「四枚の花札」（1969年）：お滝 ※白木マリ名義
  - 第427話「きつね女」（1974年）：み乃
- 大江戸捜査網（12ch/日活・三船プロ）
  - 第1シリーズ - 第2シリーズ（1970年 - 1973年）：居酒屋女将・おかん ※白木マリ名義
  - 第3シリーズ（1974年）：桔梗屋女将・おかん
- ハレンチ学園 第2話「家庭訪問の巻」（1970年、12ch）：十兵衛の母 ※白木マリ名義
- 紅つばめお雪 第6話「割り込み無情」（1970年、NET）：お初※白木マリ名義
- さむらい飛脚 第4話（1971年、NET）※白木マリ名義
- 特別機動捜査隊 第494話「娼婦の流れ唄」（1971年、NET）：あけみ ※白木マリ名義
- 遠山の金さん捕物帳 第61話「母と名のれない女」（1971年、NET）：ゆき ※白木マリ名義
- 荒野の素浪人 第1シリーズ 第2話「必殺 帰らざる街道」（1972年、NET）※白木マリ名義
- キイハンター
  - 第19話「死者からの電話」（1968年、TBS）　
  - 第234話「頑張れ! 小さなカウボーイ死の谷の決闘」（1972年、TBS）※白木マリ名義
- 必殺シリーズ（ABC/松竹）
  - 必殺仕掛人 第2話「暗闘仕掛人殺し」（1972年）：おれん
  - 必殺仕置人（1973年、ABC/松竹）：中村りつ
  - 助け人走る 第16話 「掏摸大一家」（1973年、ABC/松竹）：お島
  - 必殺仕置人（1973年）：中村りつ
  - 暗闇仕留人（1974年）：中村りつ
  - 必殺仕置屋稼業（1975年）：中村りつ
  - 必殺仕業人（1976年）：中村りつ
  - 新・必殺仕置人（1977年）：中村りつ
  - 江戸プロフェッショナル・必殺商売人（1978年）：中村りつ
  - 必殺仕事人（1979年 - 1981年）：中村りつ
  - 新・必殺仕事人（1981年 - 1982年）：中村りつ
  - 必殺仕事人III（1982年 - 1983年）：中村りつ
  - 必殺仕事人IV（1983年 - 1984年）：中村りつ
  - 必殺仕事人V（1985年）：中村りつ
  - 必殺仕事人V・激闘編（1985年 - 1986年）：中村りつ
  - 必殺仕事人V・旋風編（1986年 - 1987年）：中村りつ
  - 必殺仕事人V・風雲竜虎編（1987年）：中村りつ
  - 必殺剣劇人（1987年）：中村りつ ※最終回のみ
  - 必殺仕事人・激突!（1991年 - 1992年）：中村りつ
  - 必殺仕事人2009（2009年）：中村りつ
- 隼人が来る 第11話「嵐を呼ぶ密書」（1972年、CX/東映）：お蘭
- 怪談 第8回「大奥あかずの間」（1972年、MBS）：右衛門佐の局
- 子連れ狼 第1部 第9話「干城殺陣」（1973年、NTV/ユニオン映画）：ふさ
- 唖侍鬼一法眼 第20話「影を追う花」（1974年、NTV/勝プロ）：おたき
- 伝七捕物帳（NTV/ユニオン映画）：お俊
  - 第34話「赤っ鼻の五平 危機一髪」（1974年）
  - 第91話「酔いどれ芸者の心意気」（1975年）
  - 第139話「とんだ火の粉の後始末」（1977年）
  - 第143話「冥土からきた男」（1977年）
- 大岡越前（TBS/C.A.L）
  - 第4部 第1話（1974年10月7日）：滝川
  - 第5部 第9話「大奥の陰謀」（1978年4月3日）：倉橋
  - 第6部 第17話「人情仇討ち裁き」（1982年6月28日）：お栄
- 破れ傘刀舟悪人狩り（NET・三船プロ）第39話「どぶ木戸の詩」（1975年）：お国
- 横溝正史シリーズII 「八つ墓村」（1975年、MBS）：濃茶の尼・妙蓮
- Gメン'75（TBS/東映）
  - 第56話「魚の目の恐怖」（1976年）：大沼さと
  - 第102話「思春期病棟」（1977年）：神原俊男の母
- 水戸黄門（TBS/C.A.L）
  - 第7部 第27話「真実に命をかけて -松本-」（1976年11月22日）：お鶴の方
  - 第11部 第19話「馬に蹴られた悪企み -三国峠-」（1980年12月22日）：お牧
  - 第19部 第10話「助さんの代理亭主 -本庄-」（1989年11月27日）：おせい
  - 第21部 第13話「鬼と呼ばれた母の真実 -延岡-」（1992年6月29日）：お文
  - 第29部 第1話「将軍が最も恐れた男 -江戸-」（2001年4月2日）：桂昌院
  - 第41部 第3話「過去を消した謎の女! -鎌倉-」（2010年4月26日）：秀山尼
- 遠山の金さん 第1シリーズ 第80話「八丁堀佐渡情話」（1977年、NET/東映）：おみね
- 桃太郎侍 第57話「達磨と鬼神がやって来た」（1977年、NTV）：鬼神のお松
- 暴れん坊将軍シリーズ（ANB/東映）
  - 吉宗評判記 暴れん坊将軍：柳の局 
    - 第3話「命を的の一番纏」（1978年1月21日）
    - 第5話「大奥に咲いた春」（1978年）
    - 第46話「天下御免のお年玉」（1979年）
    - 第75話「失踪! 加納五郎左衛門」（1979年）
    - 第82話「天女のようなガキ大将」（1979年）
    - 第92話「乾盃! 藪医者」（1979年）
    - 第104話「日本一の花嫁御寮」（1980年）
    - 第105話「止めろ! 天下御免の暴走車」（1980年）
    - 第113話「どうにも止まらなかった男」（1980年）
    - 第119話「女狐が泣いた人情纒」（1980年）
    - 第120話「竹姫様涙のお輿入れ」（1980年）
    - 第130話「幼なじみは大奥の女」（1980年）
    - 第190話「日本一の雨男」（1981年）

  - 暴れん坊将軍II 第107話「吉宗 狩り場の標的に起つ!」（1985年）：おつま
  - 暴れん坊将軍IV 第58話「花婿新さん 晴れ姿日本一!」（1992年）：おとき
  - 暴れん坊将軍X 第13話「肝っ玉おっ母ァ危機一髪! 偽金作りの人質は初孫」（2000年）：おたね
- 不信のとき（1978年、THK）
- 新五捕物帳 第58話「ふきっ溜りの青春」（1979年、NTV/ユニオン映画）：おみつ
- 雪姫隠密道中記 第8話「怨霊が住む城 -広島-」（1980年、MBS/S.H.P）：初瀬
- 噂の刑事トミーとマツ 第1シリーズ 第15話「燃えよドラゴン 鎌倉の決闘」（1980年、TBS/大映テレビ）：日本舞踊家元
- 傑作推理劇場/山村正夫のお迎え火（1981年、ABC）
- 鬼平犯科帳 第2シリーズ 第2話「五年目の客」（1981年、ANB/東宝）：お菊
- 斬り捨て御免! 第2シリーズ 第14話「血染めの千両富」（1981年、12ch）：お浜
- 松平右近事件帳 第2話「花の吉原花魁殺し」（1982年、NTV）：おらく
- 月曜ドラマランド（CX）
  - 『エプロンおばさん』（1983年）
  - 『いたずらキャンバスギャル 突撃としこ』（1984年）
  - 『一休さん』（1985年）
  - 『意地悪お手伝いさん4』（1985年）
  - 『意地悪お手伝いさん5』（1986年）
- 大奥 第21話「赤ちゃん騒動記」（1983年、KTV）：初島
- 木曜ゴールデンドラマ（YTV）
  - 『魔性』（1984年）
  - 『嫁と姑の隣人戦争III』（1986年）：弘子
  - 『遠めがねの女 純愛を我らに！』（1986年）
- 気分は名探偵 第17話「命短し 恋せよ男」、第19話「不良少女と呼ばないで!」（1985年、NTV）：八田房子
- 太陽にほえろ! 第668話「絆」（1985年、東宝/NTV）：吉岡保子
- 土曜ワイド劇場（ANB）
  - 牟田刑事官事件ファイル4 「財布を拾った女」（1985年12月14日）：美容室経営者・アイコ
  - 混浴露天風呂連続殺人『那須の殺生石に消えたヌードギャル 女子大生塩原温泉めぐり』（1989年）
  - 「旅役者葵長五郎 殺意のめぐり逢い」（1995年）：沢田路恵
  - 15周年記念特別企画4「共犯関係」（1996年）
  - 神父・草場一平の推理『殺意の祈り』（2001年）：大社八重子
  - 温泉若おかみの殺人推理『湯けむり城崎温泉・自殺した夫が生きていた!』（2006年）：藤木理恵
- 傑作時代劇/しぶとい連中　美人母子の偽装心中（1987年、ANB）
- 火曜サスペンス劇場（NTV）
  - 女監察医・室生亜季子4『哀しき母子鑑定』（1988年1月19日）：春日道代
  - 街の医者・神山治郎1『輸血ミス』（2001年2月13日）：日高淑子
  - 『親父』（2002年）：文枝
  - 地方記者・立花陽介『佐渡両津通信局』（2003年）：小関はま
- いまどき銀座物語 ぼんぼん（1989年、CX）
- いのち草（1990年、YTV）
- いつか誰かと朝帰りッ（1990年、CX）
- はぐれ刑事純情派 （ANB）
  - 第8シリーズ 最終話スペシャル（1995年）
  - 第12シリーズ 第1話スペシャル（1999年）
  - 第14シリーズ 第1話スペシャル（2001年）：小倉好子
  - 第15シリーズ 第10話（2002年）：重森澄子
  - 第16シリーズ 第7話（2003年）：山﨑シズエ
  - 今夜限りの復活スペシャル 帰ってきた安浦刑事 そして…さよなら田崎刑事（2005年）：田村悦子
- 金曜エンタテイメント/課長 島耕作3「仕事に恋にタフな男が帰って来た！」（1994年、CX）
- 裸の大将〜放浪の虫が動き出したので〜（2007年、CX）
- 水曜ミステリー9 /神楽坂署生活安全課3「子連れデカ! 花街迷宮」（2007年、TX）
- 木曜ミステリー/おみやさんスペシャル（2010年、EX）
- 京都地検の女 第7シリーズ 最終話（2011年、EX）：遠野千鶴

### 舞台
- 北島三郎特別公演
  - 「幡隋院長兵衛」（2010年9月4日 - 9月30日、博多座/11月2日 - 11月30日、新歌舞伎座）
  - 「木曽恋しぐれ」
  - 「国定忠治」
  - 「母恋星」
  - 「暴れ辰五郎 花の喧嘩纏」
  - 「兄弟仁義」
  - 「痛快人情時代劇 ねずみ小僧次郎吉」
  - 「任侠佐渡おけさ」
  - 「上州あばれ笠」
  - 「度胸一代」
  - 「北海のはぐれ鳥」
  - 「どぶろくの辰」
  - 「上州鴉」
  - 「清水次郎長」
  - 「あらくれ一代」
  - 「男の情炎」
  - 「啼くな夜鴉 伊那の勘太郎」
  - 「辛ろうござんす ひとり旅」
  - 「清水の暴れん坊」
  - 「風雪ながれ旅」
  - 「天竜しぐれ笠」 (1997年3月)
- 必殺仕事人

### CM
- 養命酒